# كعكة الملاك
كعكة المَلاك أو الكعكة الملائِكيَّة (بالإنجليزية: Angel cake)‏ هي نوع من كعكة الطبقات التي نشأت في المملكة المتحدة  واشتهرت أول مرة في أواخر القرن التاسع عشر. تُصنع من الزبدة والسكر الناعم والبيض وخلاصة الونيلية والدقيق وذرور الخبز وملون طعام أحمر وأصفر وتتألف من طبقتين أو ثلاث طبقات من كعكة الزبدة الحلوة والتي غالبًا ما تكون ملونة بالأبيض والوردي والأصفر. تُغظى بطبقة رقيقة من التغظية البيضاء.تقطع للتقديم قضبانًا طويلة أو شرائح صغيرة مستطيلة.